# Isereus xambeui
Isereus xambeui es una especie de escarabajo del género Isereus, familia Leiodidae. Fue descrita por Argod en 1885.

## Distribución
Se encuentra en Francia.